# Callopatiria granifera
Callopatiria granifera är en sjöstjärneart som först beskrevs av Gray 1847.  Callopatiria granifera ingår i släktet Callopatiria och familjen Asterinidae. Inga underarter finns listade i Catalogue of Life.